# Regionalwahl in der Basilikata 2013
Die Regionalwahl in der Basilikata 2013 fand am 17. November statt; der Regionalrat und der Präsident der Region wurden gleichzeitig gewählt.

## Wahlergebnis
| Kandidaten                             | Kandidaten               | Stimmen | %    | Listen                             | Stimmen | %    | Mandate |
| -------------------------------------- | ------------------------ | ------- | ---- | ---------------------------------- | ------- | ---- | ------- |
|                                        | Marcello Pittellagewählt | 148.696 | 59,6 | Partito Democratico                | 58.730  | 24,8 | 4       |
| Pittella Presidente                    | Marcello Pittellagewählt | 148.696 | 59,6 | 37.861                             | 16,0    | 3    |         |
| Partito Socialista Italiano            | Marcello Pittellagewählt | 148.696 | 59,6 | 17.680                             | 7,5     | 1    |         |
| Realtà Italia                          | Marcello Pittellagewählt | 148.696 | 59,6 | 14.012                             | 5,9     | 1    |         |
| Centro Democratico                     | Marcello Pittellagewählt | 148.696 | 59,6 | 11.938                             | 5,0     | 1    |         |
| Italia dei Valori                      | Marcello Pittellagewählt | 148.696 | 59,6 | 8.160                              | 3,5     | –    |         |
| Mandate der Listengruppe               | Marcello Pittellagewählt | 148.696 | 59,6 | –                                  | –       | 3    |         |
| ↳ Gesamt                               | Marcello Pittellagewählt | 148.696 | 59,6 | 148.381                            | 62,7    | 13   |         |
|                                        | Salvatore Di Maggio      | 48.370  | 19,4 | Il Popolo della Libertà            | 29.022  | 12,3 | 2       |
| Laboratorio Basilicata (FdI - SC - GS) | Salvatore Di Maggio      | 48.370  | 19,4 | 12.033                             | 5,1     | 1    |         |
| Unione di Centro                       | Salvatore Di Maggio      | 48.370  | 19,4 | 9.002                              | 3,8     | 1    |         |
| Moderati in Rivoluzione                | Salvatore Di Maggio      | 48.370  | 19,4 | 847                                | 0,4     | –    |         |
| Nicht gewählte Direktkandidat          | Salvatore Di Maggio      | 48.370  | 19,4 | –                                  | –       | 1    |         |
| ↳ Gesamt                               | Salvatore Di Maggio      | 48.370  | 19,4 | 50.904                             | 21,5    | 5    |         |
|                                        | Piernicola Pedicini      | 32.919  | 13,2 | Movimento 5 Stelle                 | 21.219  | 9,0  | 2       |
|                                        | Maria Murante            | 12.888  | 5,2  | Basilicata 2.0                     | 12.204  | 5,2  | 1       |
|                                        | Florenzo Doino           | 2.178   | 0,9  | Partito Comunista dei Lavoratori   | 869     | 0,4  | –       |
|                                        | Doriano Manuello         | 1.917   | 0,8  | Matera Si Muove                    | 1.370   | 0,6  | –       |
|                                        | Franco Grillo            | 1.300   | 0,5  | Movimento Grillo Lavoro e Pensioni | 799     | 0,3  | –       |
|                                        | Elisabetta Zamparutti    | 1.215   | 0,5  | Rosa nel Pugno                     | 724     | 0,3  | –       |
| Gesamt                                 | Gesamt                   | 249.483 | 100  |                                    | 236.470 | 100  | 21      |